# ترتیزک چوپان
ترتیزک چوپان (نام علمی: Teesdalia) نام یک سرده از خانواده شب‌بویان است.